# Gothia New East Tower
Gothia Tower East is een wolkenkrabber in de Zweedse stad Göteborg. De toren behoort tot de Hotel Gothia Towers, het grootste hotel van Scandinavië. De toren is 100 meter hoog en telt 29 verdiepingen. Met de bouw deze nieuwste toren telt het hotel 1200 kamers.

## Foto's

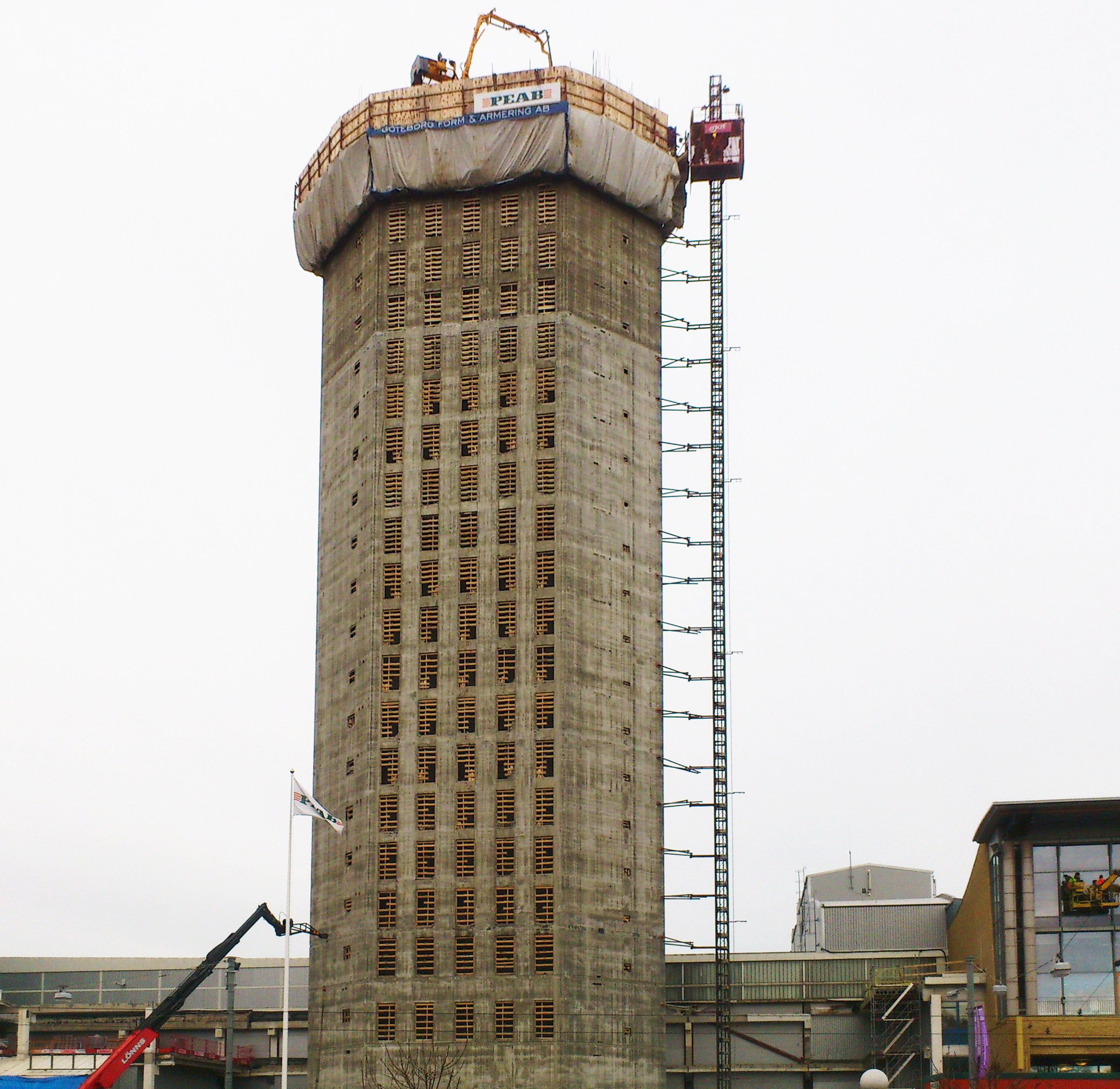
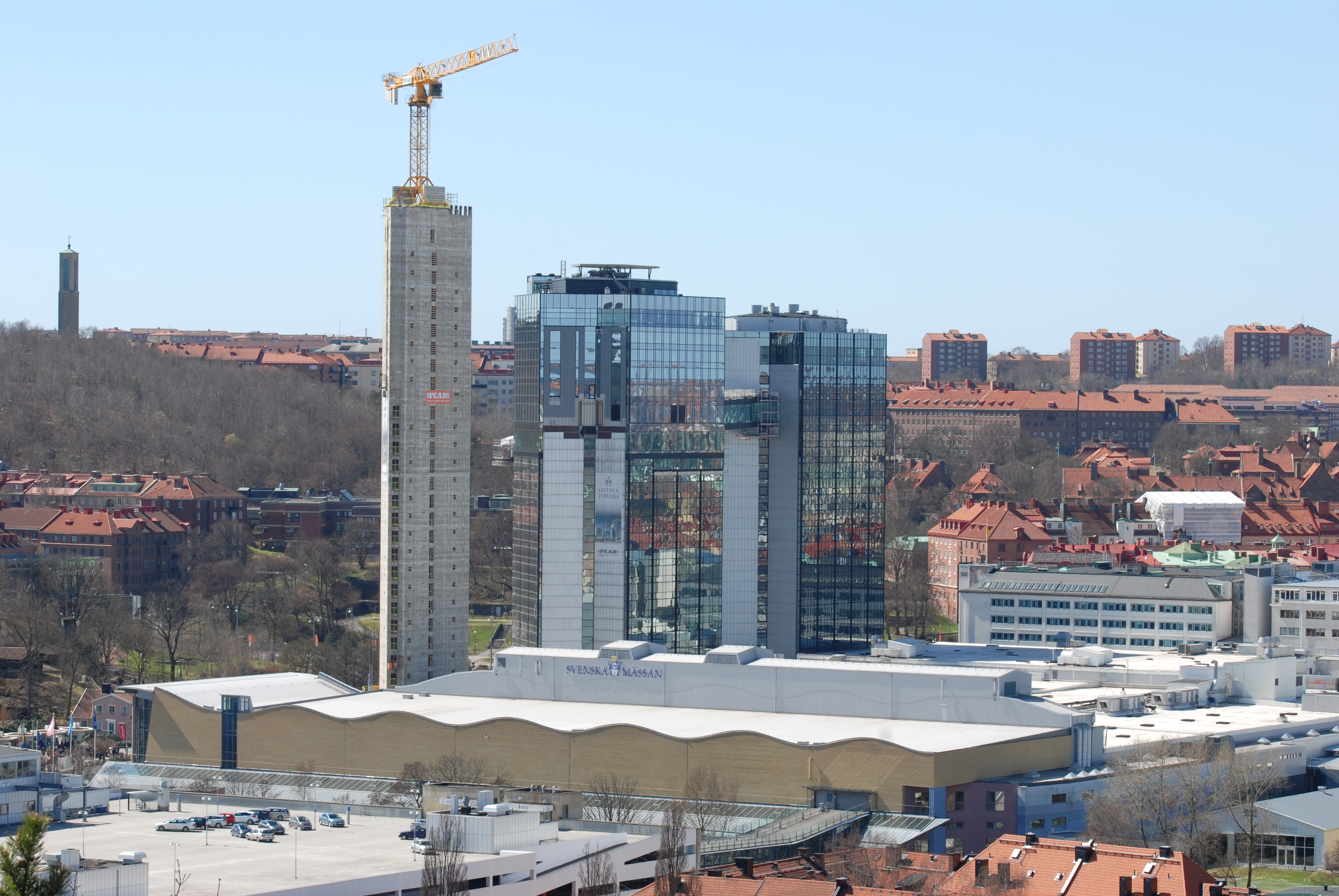